# Багаття марнославства
Багаття марнославства (італ. falò delle vanità) — спалення об'єктів, визнаних церквою гріховними. Фраза, як правило, стосується багаття 7 лютого 1497 року, коли прихильники домініканського священика Джироламо Савонарола зібрали та публічно спалили тисячі об'єктів, таких як косметика, предмети мистецтва та книг в місті Флоренція під час фестивалю Марді Гра. Такі багаття не були винайдені Савонароллою, проте стали невід'ємною частиною публічних проповідей Сан-Бернардіно ді Сієна в першій половині століття.
Об'єкти для спалення обирались як правило серед таких, що можуть спокусити людину на вчинення гріха. До числа предметів марнославства відносили такі речі, як дзеркала, косметичні засоби, красиві сукні, гральні карти та навіть музичні інструменти. Серед інших цілей були книги, такі що були визнані аморальними, наприклад твори Боккаччо чи рукописи світських пісень, а також твори мистецтва включаючи картини і скульптури.